# Bernard Monnereau
Bernard Henri Marcel Monnereau (Tôtes, 18 de septiembre de 1935-La Chapelle-Saint-Mesmin, 24 de agosto de 2019) fue un deportista francés que compitió en remo.
Ganó una medalla de oro en el Campeonato Mundial de Remo de 1962 y una medalla de plata en el Campeonato Europeo de Remo de 1958.

## Palmarés internacional
| Campeonato Mundial | Campeonato Mundial | Campeonato Mundial | Campeonato Mundial |
| Año                | Lugar              | Medalla            | Prueba             |
| ------------------ | ------------------ | ------------------ | ------------------ |
| 1962               | Lucerna (Suiza)    | Medalla de oro     | Doble scull        |
| Campeonato Europeo |                    |                    |                    |
| Año                | Lugar              | Medalla            | Prueba             |
| 1958               | Poznań (Polonia)   | Medalla de plata   | Doble scull        |